# Mary Kay Bergman
Mary Kay Bergman (5 de junho de 1961 – 11 de novembro de 1999) foi uma famosa dubladora estadunidense, que fez a voz feminina principal do seriado South Park desde a estreia do show em 1997 até a sua morte em 1999. Ela também dublou Daphne Blake da série Scooby-Doo, entre outros trabalhos.

## Morte
Bergman, que sofria de uma desordem de ansiedade, suicidou-se com um tiro na cabeça usando uma escopeta, em seu apartamento em Los Angeles no dia 11 de novembro de 1999. Sua lápide está localizada no parque memorial Forest Lawn em Hollywood Hills.
Após a morte de Bergman, a dubladora Eliza Schneider assumiu o cargo de todos seus papéis em South Park.